# Liste der kammermusikalischen Werke Beethovens
Ludwig van Beethoven ist Komponist verschiedener Kammermusikwerke.

## Musikgeschichtliche Bedeutung der Kammermusik Beethovens
Neben Beethovens sinfonischen Werken, den Solokonzerten, den geistlichen Werken und den Klaviersonaten, die alle bahnbrechende Bedeutung besitzen, ist die Kammermusik als völlig gleichrangig einzuordnen und wurde von allen nachfolgenden Komponisten zum Vorbild genommen. Allen voran die 16 Streichquartette, ebenso aber auch die zehn Violinsonaten, fünf Cellosonaten, drei Klavierquartette, acht Klaviertrios und nicht zuletzt die Bläsermusik mit dem Oktett op. 103, dem Rondino WoO, dem Septett, zwei Sextetten, einem Quintett und zwei Bläsertrios.

## Streichtrios
Streichtrio Es-Dur op. 3 (1792)
1. Allegro con brio – 2. Andante – 3. Menuetto; 4. Adagio – 5. Menuetto – 6. Finale: Allegro
Serenade D-Dur op. 8 (1797)
1. Marcia. Allegro – Adagio – 2. Menuetto. Allegretto – 3. Adagio – Scherzo – Adagio – Allegro molto – 4. Allegretto alla Polacca – 5. Andante quasi allegretto con 4 variationi – Allegro – Tempo I – 6. Marcia. Allegro
Drei Trios op. 9 (1796–1798)
- Op. 9 Nr. 1 G-Dur

1. Adagio – Allegro con brio – 2. Adagio, ma non tanto, e cantabile – 3. Scherzo – 4. Presto
- Op. 9 Nr. 2 D-Dur

1. Allegretto – 2. Andante quasi Allegretto – 3. Menuetto. Allegro – 4. Rondo: Allegro
- Op. 9 Nr. 3 c-Moll

1. Allegro con spirito – 2. Adagio con espressione – 3. Scherzo – 4. Finale: Presto

## Streichquartette

### Sechs Streichquartette op. 18 (1800)
Sie entstanden zwischen 1798 und 1800 und erschienen 1801 in Wien. Wie bei Joseph Haydn
sind 6 Quartette zu einem Zyklus zusammengefasst. Sie entstanden zeitgleich zu Haydns Erdödi-Quartetten.
Die Entstehung stimmt nicht mit der Nummerierung überein. Beethoven wagte sich spät an die Form des Streichquartetts;
Joseph Haydn und Wolfgang Amadeus Mozart hatten in
den zurückliegenden Jahren bahnbrechende Werke geschrieben (siehe Liste der kammermusikalischen Werke Haydns und Liste der kammermusikalischen Werke Mozarts). So wurde das erste Quartett mehrfach überarbeitet, ehe es veröffentlicht wurde. Bereits im ersten Quartett ist die Tonsprache Beethovens erkennbar: plötzliche Wechsel zwischen Dur und Moll, sowie die Entwicklung aus kleinen Motiven, wie sie Haydn z. B. in seinem Quintenquartett praktiziert.
Streichquartett Nr. 1 in F-Dur op. 18 Nr. 1
Der erste Satz beginnt unisono mit einem energischen Thema, dessen Rhythmus variiert wird und im gesamten Satz viele Male wiederholt wird. Der zweite Satz wurde – nach Briefen Beethovens zu urteilen – von Shakespeares Romeo und Julia beeinflusst.
1. Allegro con brio – 2. Adagio affetuoso ed appassionato – 3. Scherzo: Allegro molto – 4. Allegro
Streichquartett Nr. 2 in G-Dur op. 18 Nr. 2
1. Allegro – 2. Adagio cantabile – Allegro – Tempo I – 3. Scherzo: Allegro – 4. Allegro molto, quasi Presto
Streichquartett Nr. 3 in D-Dur op. 18 Nr. 3
1. Allegro – 2. Andante con moto – 3. Allegro – 4. Presto
Streichquartett Nr. 4 in c-Moll op. 18 Nr. 4
1. Allegro ma non tanto – 2. Andante scherzoso quasi Allegretto – 3. Menuetto: Allegretto – 4. Allegro – Prestissimo
Streichquartett Nr. 5 in A-Dur op. 18 Nr. 5
1. Allegro – 2. Menuetto – 3. Andante cantabile – 4. Allegro
Streichquartett Nr. 6 in B-Dur op. 18 Nr. 6
1. Allegro con brio – 2. Adagio ma non troppo – 3. Scherzo: Allegro – 4. La Malinconia: Adagio – Allegretto quasi Allegro

### Mittlere Quartette
Die drei Streichquartette op. 59 sind dem Fürsten Andreas Rasumofsky gewidmet und werden deshalb auch Rasumofsky-Quartette genannt.
- Streichquartett Nr. 7 in F-Dur op. 59 Nr. 1 von 1806

1. Allegro – 2. Allegretto vivace e sempre scherzando – 3. Adagio molto et mesto – 4. Allegro (thème russe)
- Streichquartett Nr. 8 in e-Moll op. 59 Nr. 2 von 1806

1. Allegro – 2. Molto adagio – 3. Allegretto – 4. Finale (Presto)
- Streichquartett Nr. 9 in C-Dur op. 59 Nr. 3 von 1806

1. Introduzione (Andante con moto) – Allegro vivace – 2. Andante con moto quasi allegretto – 3. Menuetto (Grazioso) & Trio – 4. Allegro molto
Streichquartett Nr. 10 in Es-Dur op. 74 genannt Harfenquartett von 1809, dem Fürsten Lobkowitz gewidmet
Seinen Namen hat das Quartett wegen der arpeggierenden Pizzicati erhalten, mit denen die Reprise des ersten Satzes begleitet wird.
1. Poco adagio – Allegro – 2. Adagio ma non troppo – 3. Presto – 4. Allegretto con Variazioni
Streichquartett Nr. 11 in f-Moll op. 95 von 1810, gewidmet Zmeskall von Domanowetz
1. Allegro con brio – 2. Allegretto ma non troppo – 3. Allegro assai vivace, ma serioso – 4. Larghetto espressivo – Allegretto agitato – Allegro

### Späte Quartette
Streichquartett Nr. 12 op 127 Es-Dur von 1824, dem Fürsten Galitzin gewidmet
1. Maestoso – Allegro – 2. Adagio ma non troppo e molto cantabile – 3. Scherzando vivace – Presto – 4. Finale. Allegro con moto
Streichquartett Nr. 13 op 130 B-Dur von 1826, dem Fürsten Galitzin gewidmet
1. Adagio ma non troppo – Allegro – 2. Presto – 3. Andante con moto ma non troppo – 4. Alla danza tedesco – Allegro assai – 5. Cavatina; Adagio molto espressivo – 6. Finale (Rondo). Allegro
Streichquartett Nr. 14 op 131 cis-Moll von 1826, dem Baron Joseph von Stutterheim gewidmet
1. Adagio ma non troppo e molto espressivo – 2. Allegro molto vivace – 3. Allegro moderato – 4. Andante ma non troppo e molto cantabile – 5. Presto – 6. Adagio quasi un poco andante – 7. Allegro
Streichquartett Nr. 15 op 132 a-Moll von 1825, dem Fürsten Galitzin gewidmet
1. Allegro sostenuto – Allegro – 2. Allegro ma non tanto – 3. Molto adagio – 4. Alla Marcia, assai vivace – 5. Allegro appassionato
Große Fuge op. 133 B-Dur von 1824, dem Erzherzog Rudolph von Österreich gewidmet
Die Große Fuge war ursprünglich als Finale des Quartetts op. 130 vorgesehen. Beethoven komponierte ein neues, konventionelleres Finale und gab der Fuge eine eigene Opusnummer.
Streichquartett Nr. 16 op. 135 F-Dur von 1826

Letztes abgeschlossenes Werk Beethovens, erst nach seinem Tod uraufgeführt.
1. Allegretto – 2. Vivace – 3. Lento assai e cantate tranquillo – 4. Grave, ma non troppo tratto – Allegro

## Streichquintett
Streichquintett op. 29 C-Dur, 1800–1801 komponiert
1. Allegro moderato – 2. Adagio molto espressivo – 3. Scherzo. Allegro – 4. Presto

## Klaviertrios
Drei Trios op. 1 (1795), dem Fürsten Karl von Lichnovsky gewidmet
- Op. 1 Nr. 1 Es-Dur

1. Allegro – 2. Adagio cantabile – 3. Scherzo: Allegro assai – 4. Finale: Presto
- Op. 1 Nr. 2 G-Dur

1. Adagio, Allegro vivace – 2. Largo con espressione – 3. Scherzo: Allegro – 4. Finale: Presto
- Op. 1 Nr. 3 c-Moll (von diesem Trio existiert eine Bearbeitung für Streichquintett von Beethovens eigener Hand, op. 104)

1. Allegro con brio – 2. Andante cantabile con variazioni – 3. Menuetto: Quasi allegro – 4. Finale: Prestissimo
Trio op. 11 B-Dur (1798), der Gräfin Maria Wilhelmine von Thun gewidmet
Allegro con brio – Adagio – Thema: „Pria ch'io l'impegno“/Allegretto/Allegro
Zwei Trios op. 70 (1808), der Gräfin Marie von Erdödy gewidmet
- Op. 70 Nr. 1 D-Dur („Geistertrio“, der Beiname stammt nicht vom Komponisten)

Allegro vivace e con brio – Largo assai ed espressivo – Presto
- Op. 70 Nr. 2 Es-Dur

Poco sostenuto, Allegro ma non troppo – Allegretto – Allegretto ma non tanto – Finale: Allegro
Trio op. 97 B-Dur (1811), dem Erzherzog Rudolph von Österreich gewidmet („Archduke“)
Allegro moderato – Scherzo: Allegro – Andante cantabile – Allegro moderato, Presto
Trio op. 121a g-Moll/G-Dur (rev. 1816), Variationen über Wenzel Müllers Lied „Ich bin der Schneider Kakadu“

## Klavierquartette
Drei Quartette WoO 36 (1785)
- WoO 36 Nr. 1 Es-Dur

1. Adagio assai – 2. Allegro con spirito – 3. Thema mit Variationen
- WoO 36 Nr. 2 D-Dur

1. Allegro moderato – 2. Andante con moto – 3. Rondo
- WoO 36 Nr. 3 C-Dur

1. Allegro vivace – 2. Adagio con espressione – 3. Rondo
Quartett op. 16 Es-Dur (1797), nach dem Quintett op. 16.
1. Grave – Allegro ma non troppo – 2. Andante cantabile – 3. Rondo. Allegro ma non troppo

## Sonaten für Klavier und Violine
Drei Sonaten op. 12, erschienen 1798 in Wien, Antonio Salieri gewidmet
- Sonate Nr. 1 in D-Dur op. 12 Nr. 1

1. Allegro con brio – 2. Tema con variazioni. Andante con moto – 3. Rondo. Allegro
- Sonate Nr. 2 in A-Dur op. 12 Nr. 2

1. Allegro vivace – 2. Andante più tosto Allegretto – 3. Allegro piacevole
- Sonate Nr. 3 in Es-Dur op. 12 Nr. 3

1. Allegro con spirito – 2. Adagio con molt'espressione – 3. Rondo. Allegro molto
Sonate Nr. 4 in a-Moll op. 23, gewidmet dem Grafen von Fries
1. Presto – 2. Andante scherzoso più allegretto – 3. Allegro molto
Sonate Nr. 5 in F-Dur op. 24 („Frühlingssonate“), gewidmet dem Grafen von Fries
1. Allegro – 2. Adagio molto espressivo – 3. Scherzo: Allegro molto – 4. Rondo: Allegro ma non troppo
Drei Sonaten op. 30, dem Kaiser Alexander I. von Rußland gewidmet, komponiert 1802
- Sonate Nr. 6 in A-Dur op. 30 Nr. 1

1. Allegro – 2. Adagio molto espressivo – 3. Allegretto con variazioni
- Sonate Nr. 7 in c-Moll op. 30 Nr. 2

1. Allegro con brio – 2. Adagio cantabile – 3. Scherzo: Allegro – 4. Finale. Allegro
- Sonate Nr. 8 in G-Dur op. 30 Nr. 3

1. Allegro assai – 2. Tempo di minuetto, ma molto – 3. Allegro vivace
Sonate Nr. 9 in A-Dur op. 47 („Kreutzersonate“) von 1803, gewidmet dem französischen Violinisten Rodolphe Kreutzer (1766–1831)
1. Adagio sostenuto – Presto – 2. Andante con variazioni – 3. Presto
Sonate Nr. 10 in G-Dur op. 96, dem Erzherzog Rudolph von Österreich gewidmet
1. Allegro moderato – 2. Adagio espressivo – 3. Scherzo: Allegro – 4. Poco Allegretto – Adagio espressivo

## Sonaten für Klavier und Violoncello
Zwei Sonaten op. 5 (1796), dem König Friedrich Wilhelm II. von Preußen gewidmet
- Op. 5 Nr. 1 F-Dur

1. Adagio sostenuto - Allegro – 2. Rondo: Allegro vivace
- Op. 5 Nr. 2 g-Moll

1. Adagio sostenuto e espressivo - Allegro molto più tosto presto – 2. Rondo: Allegro
Sonate A-Dur op. 69 (1808), dem Baron Ignaz von Gleichenstein gewidmet
Allegro, ma non tanto – Scherzo: Allegro molto – Adagio cantabile, Allegro vivace
Zwei Sonaten op. 102 (1815), der Gräfin Marie v. Erdödy gewidmet
- Op. 102 Nr. 1 C-Dur

Andante, Allegro vivace – Adagio, Tempo d’Andante, Allegro vivace
- Op. 102 Nr. 2 D-Dur

Allegro con brio – Adagio con molto sentimento d’affetto – Allegro vivace

## Sonate für Klavier und Horn
Sonate F-Dur op. 17 (1800), der Baronesse Josephine von Braun gewidmet
Allegro moderato, Poco adagio quasi andante – Rondo allegro moderato

## Gemischte Kammermusik
Serenade D-Dur op. 25 für Flöte, Violine und Viola (1801 oder früher)
Eine Bearbeitung für Flöte und Klavier vermutlich von Franz Xaver Kleinheinz (1803) wurde mit Beethovens Einwilligung als op. 41 veröffentlicht.
1. Entrata. Allegro – 2. Tempo ordinario d’un Minuetto – 3. Allegro molto – 4. Andante con Variazioni – 5. Allegro scherzando e vivace – 6. Adagio - Allegro vivace e disinvolto
Quintett Es-Dur op. 16 (1796) für Klavier, Oboe, Klarinette, Fagott und Horn
Beethoven hat dieses Quintett zu dem Klavierquartett op. 16 (1797) umgearbeitet.
1. Grave – Allegro ma non troppo – 2. Andante cantabile – 3. Rondo. Allegro ma non troppo
Sextett Es-Dur op. 81b (ca. 1795) für 2 Hörner, 2 Violinen, Viola und Violoncello
Erstmals 1810 veröffentlicht mit einer von Beethoven autorisierten zusätzlichen Kontrabass-Stimme.
1. Allegro con brio – 2. Adagio – 3. Rondo (Allegro)
Septett Es-Dur op. 20 (1800) für Klarinette, Horn, Fagott, Violine, Viola, Violoncello und Kontrabass
Von diesem Septett existiert eine Bearbeitung für Klavier, Klarinette/Violine und Violoncello von Beethovens eigener Hand (op. 38, 1802/03).
1. Adagio – Allegro con brio – 2. Adagio cantabile – 3. Tempo di Menuetto – 4. Tema con variazioni – 5. Scherzo. Allegro molto e vivace – 6. Andante con moto alla marcia – Presto
Oktett Es-Dur op. 103 (1792–1793) für 2 Oboen, 2 Klarinetten, 2 Fagotte und 2 Hörner, in seinem Manuskript als Parthia bezeichnet
Dem Kölner Kurfürsten, Erzherzog Maximilian Franz, gewidmet.
1. Allegro – 2. Andante – 3. Menuetto (Allegro) – 4. Finale (Presto)